# Gradient (grafika)

Przykłady gradientów

Gradient – rozwiązanie stosowane w grafice komputerowej, polegające na wypełnieniu określonego obszaru płynnym przejściem tonalnym pomiędzy co najmniej dwoma kolorami. Kształt tego wypełnienia może być rozmaity – począwszy od prostego równomiernego przejścia pomiędzy przeciwległymi bokami prostokąta, a skończywszy na przejściu wzdłuż linii krzywej, rozchodzeniu się promienistym itp.
Rozwiązanie to stosowane jest zarówno w grafice rastrowej, jak i wektorowej, a dostępne nie tylko w programach graficznych, ale także w programach do składu i łamania publikacji, prostych programach do obróbki i katalogowania zdjęć, a nawet w procesorach tekstu. Gradienty można tworzyć doraźnie, podczas pracy nad danym obszarem, jak również korzystać z predefiniowanych w danym programie bibliotek gradientów, a nawet tworzyć własne. Jedną ze szczególnych postaci gradientu jest nadawanie cienia obiektom w celu stworzenia złudzenia ich trójwymiarowości.
Do innych sposobów wypełniania określonej powierzchni należą:
- nadanie jej jednolitego koloru,
- wypełnienie deseniem (mozaiką identycznych obrazków)
- nałożenie tekstury.